# Bradavičník arafurský
Bradavičník arafurský (Acrochordus arafurae) je živorodý had z poměrně malé čeledi bradavičníkovití. Vyskytuje se v severní Austrálii a na Nové Guineji, kde je hojně loven domorodci.

## Popis
Dorůstá délky až 2,5 metru, samice jsou o něco větší než samci. Má výrazně volnou kůži. Zbarvení se mezi jednotlivými jedinci mírně liší, ale obvykle je světle hnědé nebo šedé a černě nebo tmavě hnědě síťované.

## Způsob života
Jedná se o výlučně rybožravý druh, aktivní je nejčastěji v noci. Obývá řeky, různé sladkovodní nádrže a vstupuje i do moře. Když číhá na ryby, zachytí se pod vodou tenkým ovíjivým ocasem vodních rostlin a kořenů. Výborně plave, ale na souši sotva leze. Samice rodí ve vodě jednou za 8–10 let až 32 mláďat.